# Fifteen
«Fifteen» — четвертий сингл другого студійного альбому американської кантрі-поп-співачки Тейлор Свіфт — Fearless. В США сингл вийшов 30 серпня 2009 року. Пісня написана Тейлор Свіфт; спродюсована Нейтаном Чапманом та Свіфт. Музичне відео зрежисоване Романом Вайтом; відеокліп вийшов 9 жовтня 2009 року.

## Створення пісні
Свіфт написала пісню «Fifteen» про події, які вона разом зі своєю найкращою подругою Ебігейл Андерсон пережила у свої 15 років, коли вперше потрапила у вищу школу. Обидві дівчини вперше закохалися й обидві пережили своє перше розбите серце. Свіфт прокоментувала, що написала пісню «Fifteen» для всіх дівчат-підлітків, які переходять у вищу школу й прагнула донести ті речі, які б сама хотіла почути від когось, коли була молодшою.

## Рецензії
Метт Бйорке дав пісні позитивний огляд, сказавши, що «ця пісня дає змогу підліткам усвідомити, що навіть коли вони вважають, що їхнє життя ніколи не буде радісним, воно все одно продовжується». Лея Грінбелт із Entertainment Weekly прокоментувала, що «коли вона [Свіфт] співає про сексуальність, вона звучить як справжній підліток, а не якась синтетична „Лоліта“».

## Музичне відео
Музичне відео було зрежисоване Романом Вайтом, який раніше працював зі Свіфт над відеокліпом до пісні «You Belong with Me». Прем'єра музичного відео відбулась 9 жовтня 2009 року на каналі CMT.
Станом на березень 2024 року музичне відео мало 167 мільйонів переглядів на відеохостингу YouTube.

## Живі виконання
У 2009 році Свіфт і Майлі Сайрус виконали пісню на 51-й церемонії нагородження Греммі.

## Список пісень
- CD-сингл[4] / Цифрове завантаження[5]

1. «Fifteen» (альбомна версія) — 4:54
2. «You Belong with Me» (радіо-мікс) — 3:50

- Австрійське цифрове видання[6]

1. "Fifteen (поп-мікс) — 4:01

## Чарти
Тижневі чарти
| Чарт (2009-10)                    | Місце |
| --------------------------------- | ----- |
| Australian Singles Chart          | 48    |
| Canada (Canadian Hot 100)         | 19    |
| Canada AC (Billboard)             | 21    |
| Canada CHR/Top 40 (Billboard)     | 10    |
| Canada Country (Billboard)        | 4     |
| Canada Hot AC (Billboard)         | 8     |
| US Billboard Hot 100              | 23    |
| US Adult Contemporary (Billboard) | 12    |
| US Adult Top 40 (Billboard)       | 14    |
| US Hot Country Songs (Billboard)  | 7     |
| US Mainstream Top 40 (Billboard)  | 10    |

Річні чарти
| Чарт (2010)                     | Місце |
| ------------------------------- | ----- |
| US Billboard Adult Contemporary | 28    |

## Продажі
| Країна        | Сертифікація (таблиця продажів та сертифікатів) | Продажі    |
| ------------- | ----------------------------------------------- | ---------- |
| Канада (CRIA) | Золото                                          | +40,000    |
| США (RIAA)    | 2× Платина                                      | +1,500,000 |